# HMV

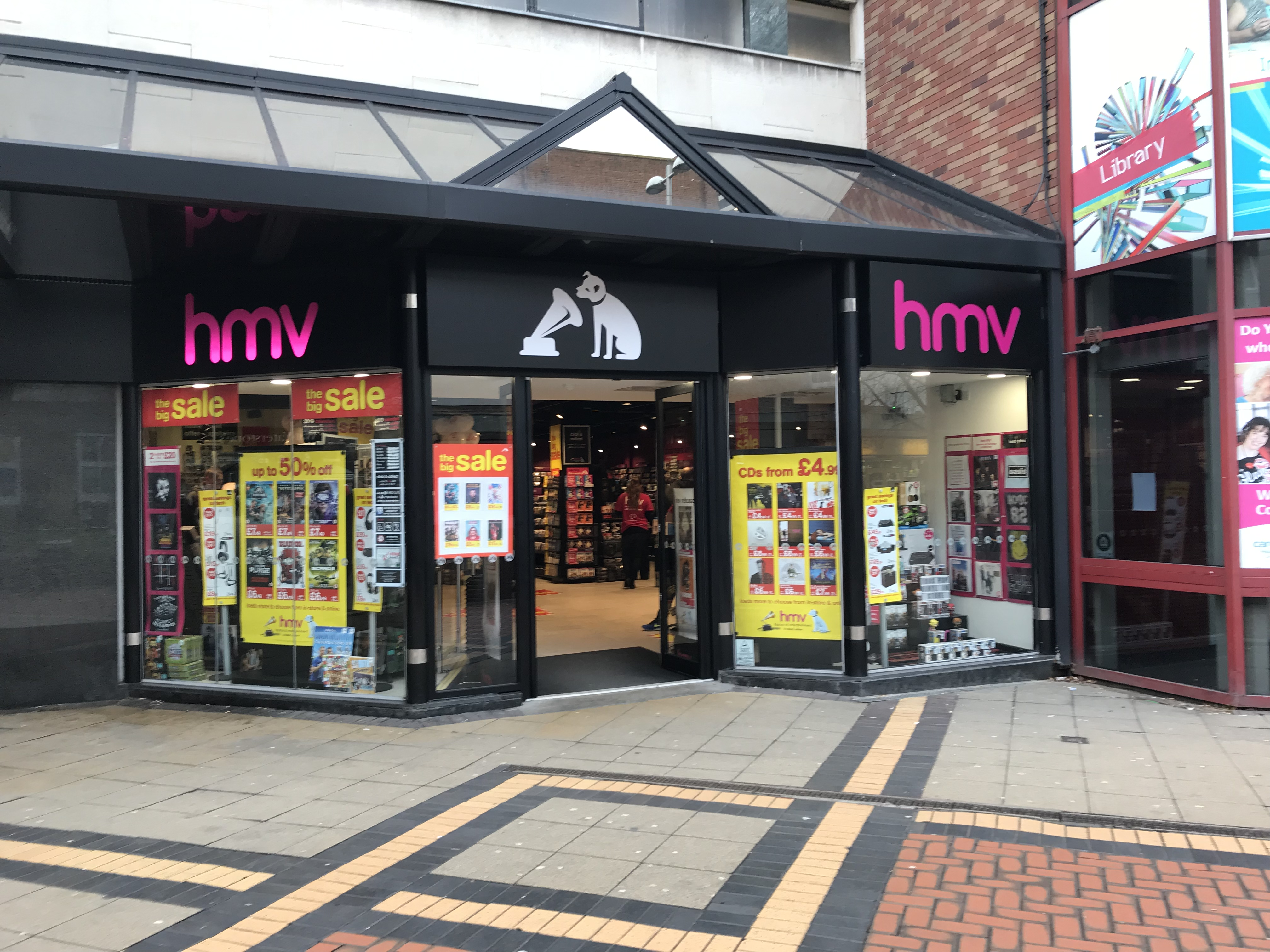
2018년 12월 코번트리의 HMV 스토어

HMV 그룹은 영국과 아일랜드에서 최대 규모를 자랑하는 영국의 엔터테인먼트 체인점이다. 홍콩과 싱가포르에도 지사를 운영하고 있다. 런던 증권거래소에 상장되어 있다.